# Honda e
De Honda e is een compacte elektrische auto uit 2020. Het voertuig wordt gemaakt door autoproducent Honda uit Japan.

## Specificaties[2][3]

### Vervoer
De auto biedt vier zitplaatsen, waarvan twee geschikt zijn voor Isofix-kinderzitjes. Er is standaard 171 liter kofferbakruimte, die uitgebreid kan worden tot maximaal 861 liter. Het voertuig is niet voorzien van een trekhaak.

### Accu
De auto heeft een 35,5 kWh grote tractiebatterij waarvan 28,5 kWh bruikbaar is. Dit resulteert in een WLTP-gemeten actieradius van 222 km, wat neerkomt op 170 km in de praktijk, vergelijkbaar met de Dacia Spring. De accu is actief gekoeld. Het accupakket heeft een nominaal voltage van 355 V.

### Opladen
De accu van de auto kan standaard worden opgeladen via een Type 2-connector met laadvermogen van 6,6 kW door gebruik van 1-fase 29 ampère, waarmee de auto in 5,25 uur van 0 % naar 100 % geladen kan worden. Bij gebruik van een snellader met een CCS-aansluiting kan een laadsnelheid van maximaal 56 kW worden bereikt, waarmee de auto in minimaal 36 minuten van 10 % naar 80 % geladen kan worden, wat neerkomt op een snellaadsnelheid van 190 km/u.

### Prestaties
De elektronische aandrijflijn van de auto kan 100 kW of 136 pk aan vermogen leveren, waarmee de auto met 315 Nm koppel in 9 seconden kan optrekken van 0 naar 100 km/u. De maximale snelheid die bereikt kan worden is ongeveer 145 km/u.

## Galerij

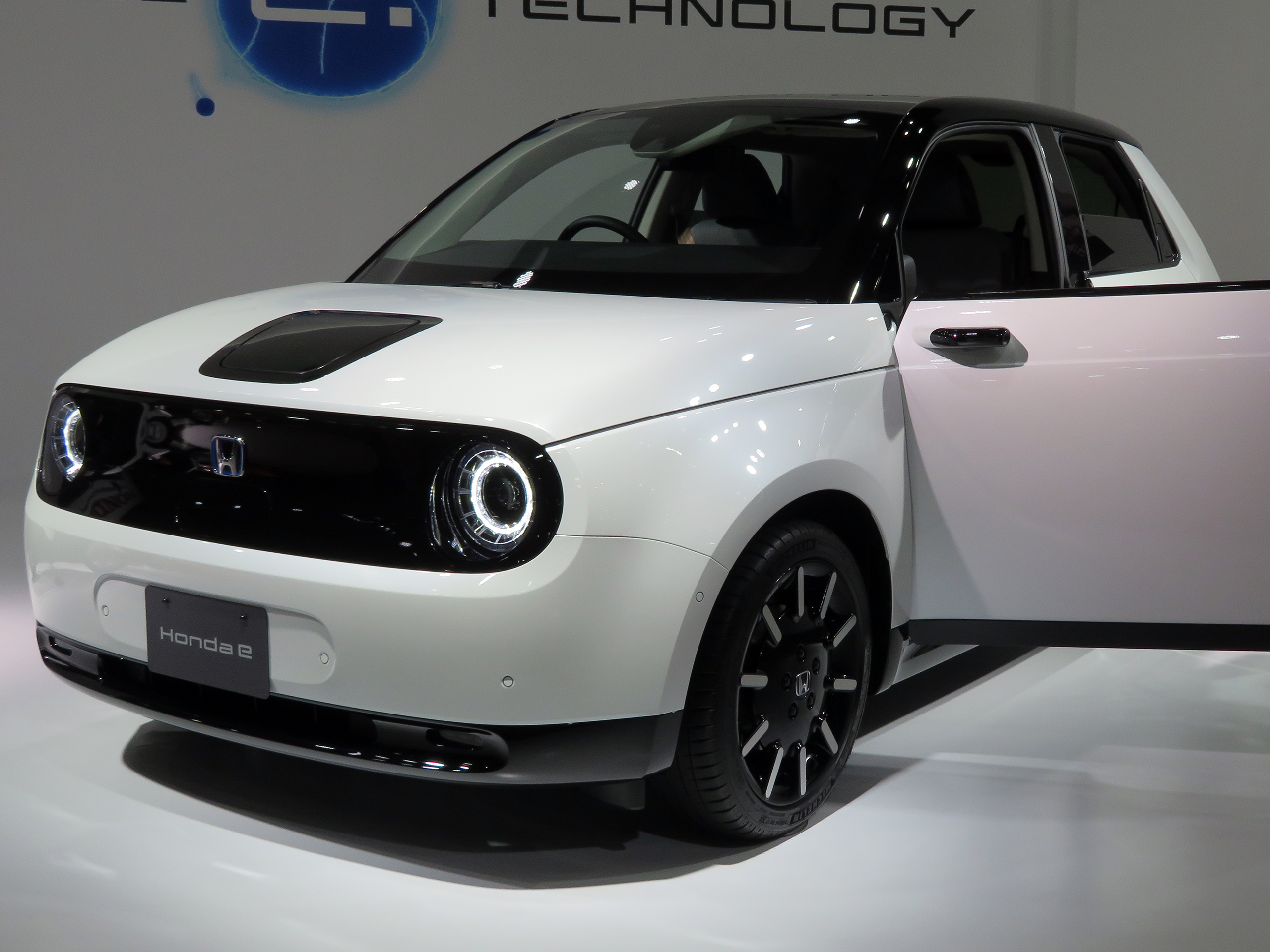
Voorzijde
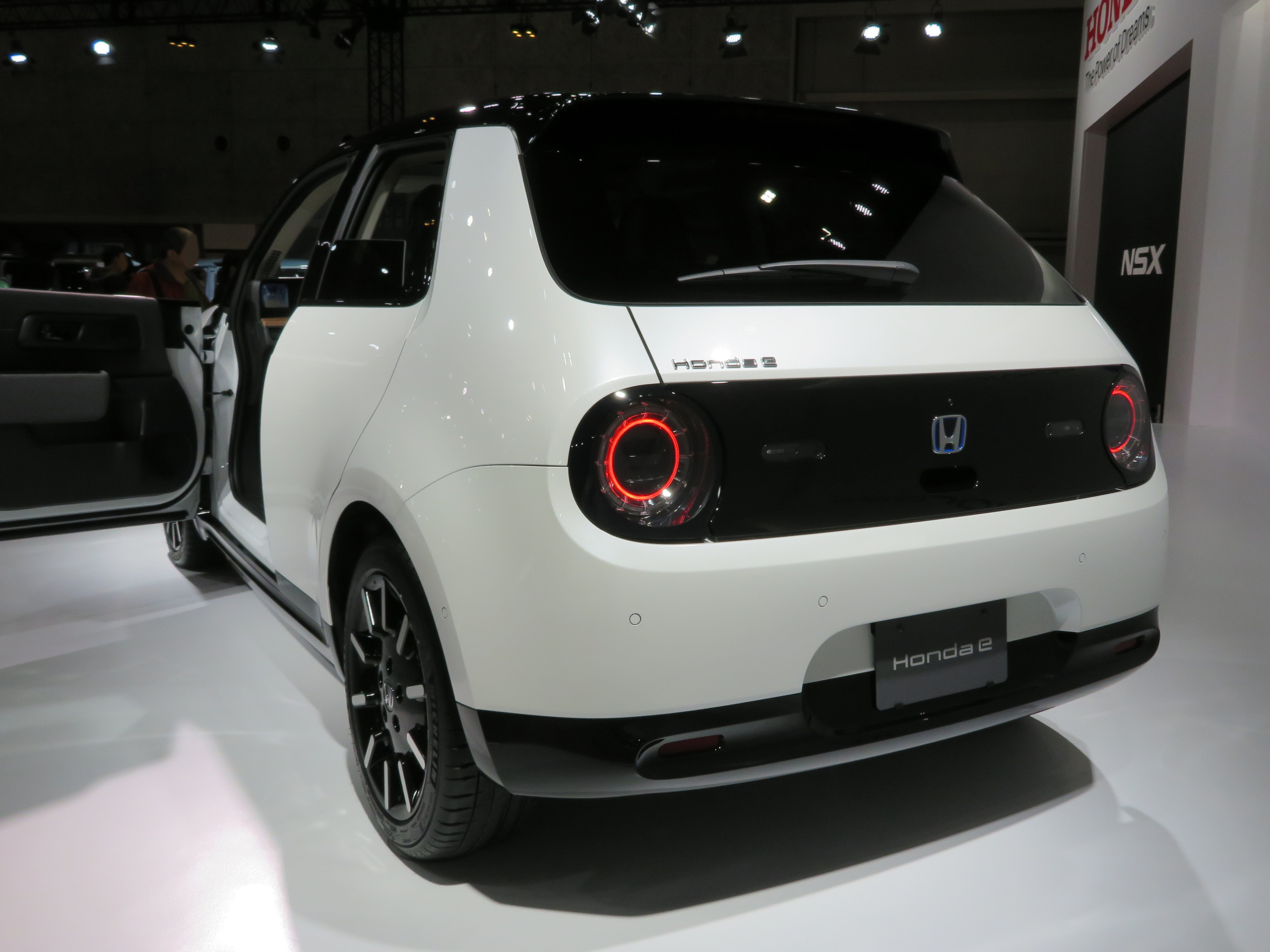
Achterzijde
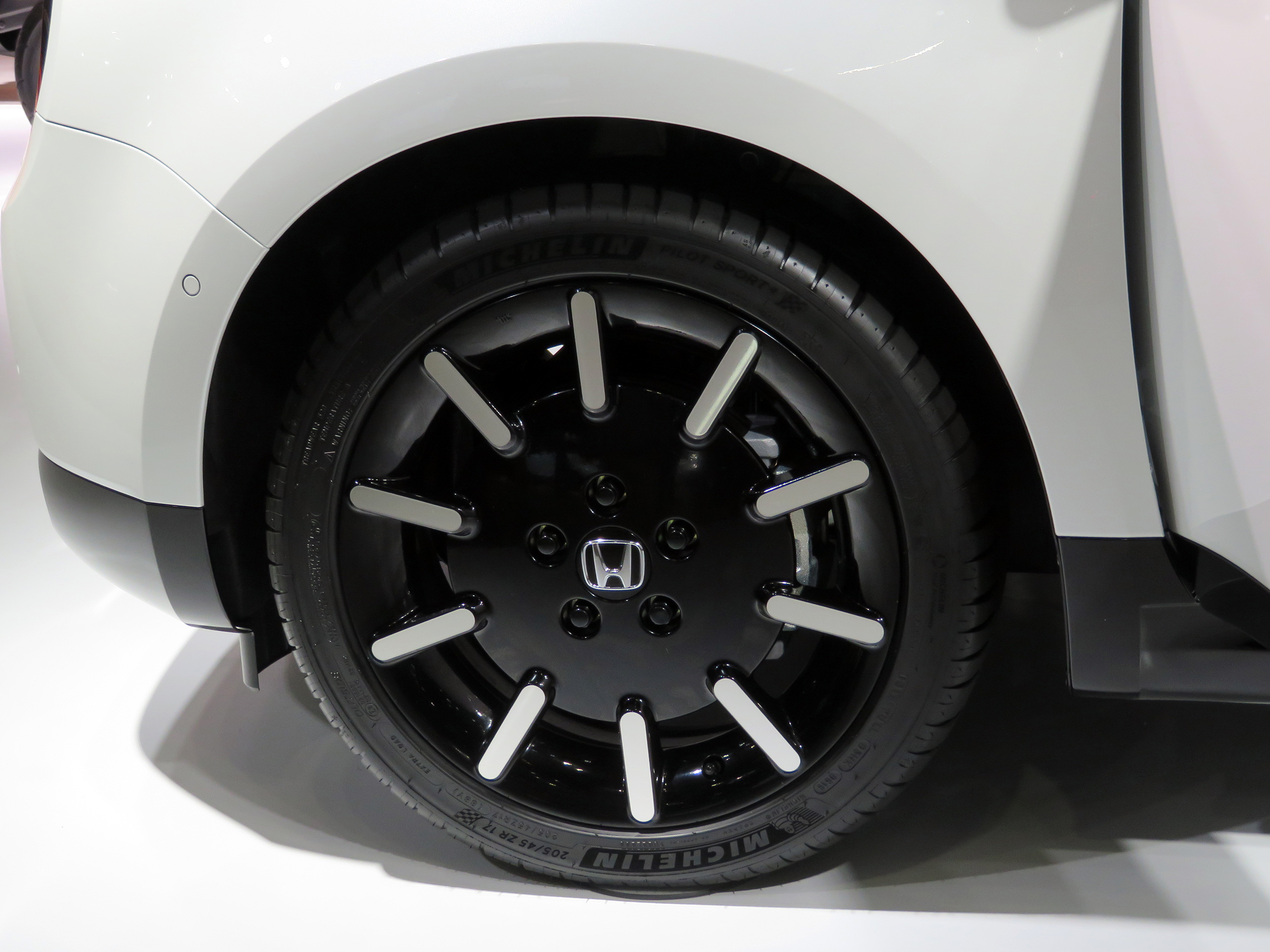
Voorwiel
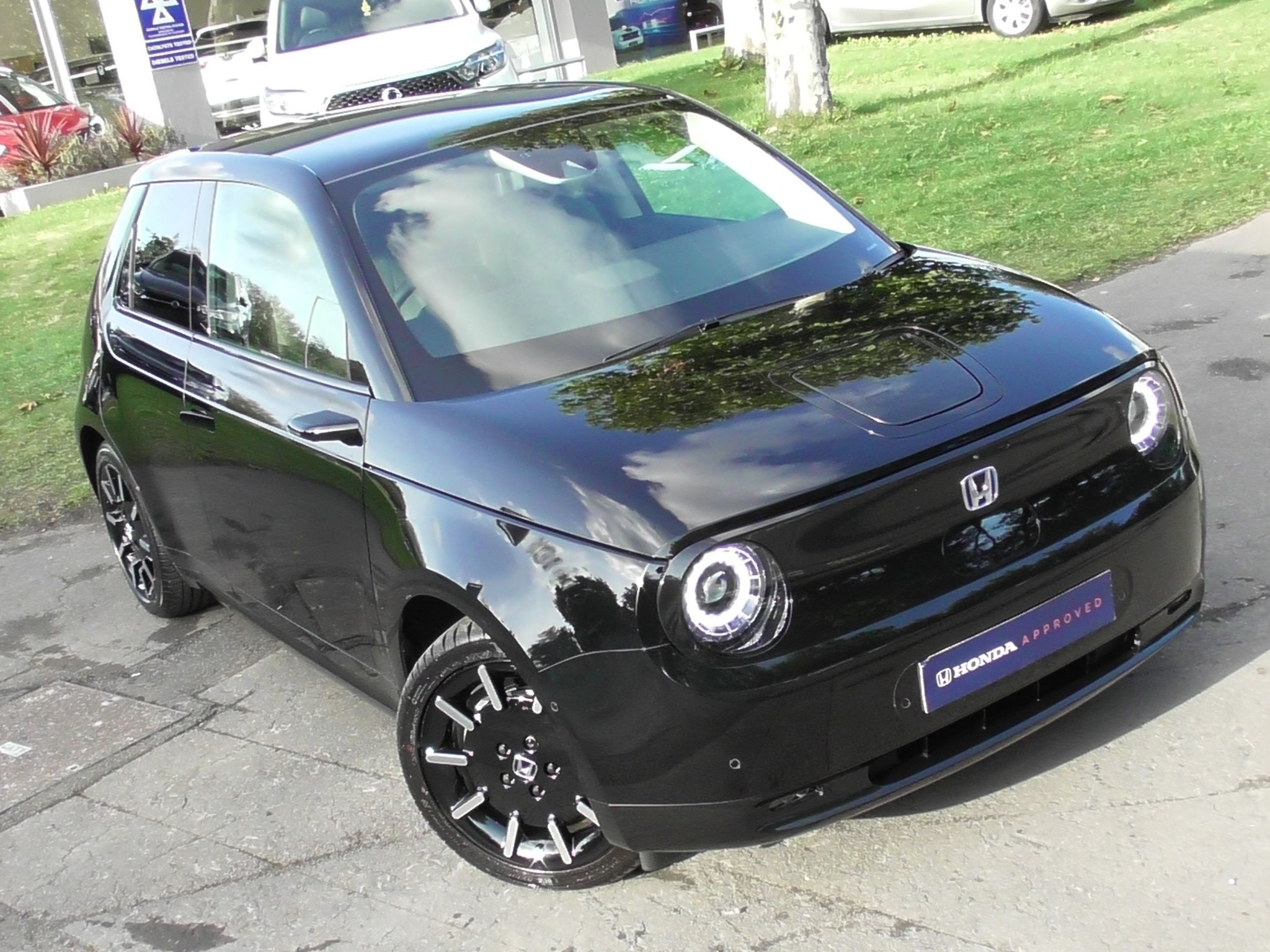
Een Zwarte Honda e